# Blackburneus koenigsbaueri
Blackburneus koenigsbaueri är en skalbaggsart som beskrevs av Rudolph Petrovitz 1973. Blackburneus koenigsbaueri ingår i släktet Blackburneus och familjen Aphodiidae. Inga underarter finns listade.